# 孔德绍
孔德绍（6世纪—621年），隋朝、窦夏官员，越州山阴（今浙江省绍兴市）人，孔子的三十五代孙，孔宗笵的孙子。
孔德绍有清才，在隋炀帝时官至景城（今河北省沧州市崔尔庄镇景城村）县丞。后来投靠窦建德，宗城有人得到玄圭献给窦建德，孔德绍和宋正本说：“这是上天赐给大禹的，请将国号改为夏。”于是窦建德称夏王，以宋正本为纳言，孔德绍为内史侍郎。孔德绍后为中书令，专典书檄。窦建德在虎牢之战战败，孔德绍伏诛。
《新唐书·孔述睿传》记载，孔德绍因为起草檄文毁薄李世民，被李世民命壮士扔下汜水城楼。吕思勉根据这一记载认为李世民“此君人之道乎？抑寇贼之所为也”。但是孔德绍的好友刘孝孙、虞世南、儿子孔昌寓都被唐太宗李世民重用，孔德绍因为李世民泄私愤而虐杀恐非史实。且下令杀害孔德绍的应为唐高祖李渊。